# Wallarima
Wallarima va ser una ciutat d'Anatòlia esmentada a les inscripcions hitites en temps de Tudhalias II (segle xiv aC), situada a la vora del regne d'Arzawa (al sud) i a l'est dels territoris aqueus de la costa (Ahhiyawa). A l'època grega i romana es va conèixer amb el nom d'Hil·larima (Ὑλλάριμα).